# Qatars Grand Prix 2021
Qatars Grand Prix 2021, officiellt Formula 1 Ooredoo Qatar Grand Prix 2021, var ett Formel 1-lopp som kördes den 21 november 2021 på Losail International Circuit i Lusail i Qatar. Loppet var det tjugonde loppet ingående i Formel 1-säsongen 2021 och kördes över 57 varv.
Detta var det första Formel 1-loppet som kördes i Qatar.

## Ställning i mästerskapet före loppet
| Pos. | Förare          | Poäng |
| ---- | --------------- | ----- |
| 1    | Max Verstappen  | 332,5 |
| 2    | Lewis Hamilton  | 318,5 |
| 3    | Valtteri Bottas | 203   |
| 4    | Sergio Pérez    | 178   |
| 5    | Lando Norris    | 151   |

| Pos. | Konstruktör      | Poäng |
| ---- | ---------------- | ----- |
| 1    | Mercedes         | 521,5 |
| 2    | Red Bull-Honda   | 510,5 |
| 3    | Ferrari          | 287,5 |
| 4    | McLaren-Mercedes | 256   |
| 5    | Alpine-Renault   | 112   |

- Notering: Endast de fem bästa placeringarna i vardera mästerskap finns med på listorna.

## Bakgrund

### Däckval
Däckleverantören Pirelli tilldelade C1-, C2- och C3-däckföreningarna som däckval till Grand Prix-helgen.

## Kvalet
Lewis Hamilton för Mercedes tog hem pole position följt av Max Verstappen och Valtteri Bottas.
| Pos.                    | Nr. | Förare             | Konstruktör               | Kvaltider | Kvaltider | Kvaltider | Start- grid |
| Pos.                    | Nr. | Förare             | Konstruktör               | Q1        | Q2        | Q3        | Start- grid |
| ----------------------- | --- | ------------------ | ------------------------- | --------- | --------- | --------- | ----------- |
| 1                       | 44  | Lewis Hamilton     | Mercedes                  | 1:21,901  | 1:21,682  | 1:20,827  | 1           |
| 2                       | 33  | Max Verstappen     | Red Bull-Honda            | 1:21,996  | 1:21,984  | 1:21,424  | 71          |
| 3                       | 77  | Valtteri Bottas    | Mercedes                  | 1:22,016  | 1:21,991  | 1:21,478  | 62          |
| 4                       | 10  | Pierre Gasly       | Alpha Tauri-Honda         | 1:22,535  | 1:21,728  | 1:21,640  | 2           |
| 5                       | 14  | Fernando Alonso    | Alpine-Renault            | 1:22,422  | 1:21,894  | 1:21,670  | 3           |
| 6                       | 4   | Lando Norris       | McLaren-Mercedes          | 1:22,839  | 1:22,216  | 1:21,731  | 4           |
| 7                       | 55  | Carlos Sainz, Jr.  | Ferrari                   | 1:22,304  | 1:22,241  | 1:21,840  | 5           |
| 8                       | 22  | Yuki Tsunoda       | Alpha Tauri-Honda         | 1:22,458  | 1:22,058  | 1:21,881  | 8           |
| 9                       | 31  | Esteban Ocon       | Alpine-Renault            | 1:22,565  | 1:22,012  | 1:22,028  | 9           |
| 10                      | 5   | Sebastian Vettel   | Aston Martin-BWT Mercedes | 1:22,549  | 1:22,146  | 1:22,785  | 10          |
| 11                      | 11  | Sergio Pérez       | Red Bull-Honda            | 1:22,398  | 1:22,346  | N/A       | 11          |
| 12                      | 18  | Lance Stroll       | Aston Martin-BWT Mercedes | 1:22,551  | 1:22,460  | N/A       | 12          |
| 13                      | 16  | Charles Leclerc    | Ferrari                   | 1:22,742  | 1:22,463  | N/A       | 13          |
| 14                      | 3   | Daniel Ricciardo   | McLaren-Mercedes          | 1:22,688  | 1:22,597  | N/A       | 14          |
| 15                      | 63  | George Russell     | Williams-Mercedes         | 1:22,863  | 1:22,756  | N/A       | 15          |
| 16                      | 7   | Kimi Räikkönen     | Alfa Romeo-Ferrari        | 1:23,156  | N/A       | N/A       | 16          |
| 17                      | 6   | Nicholas Latifi    | Williams-Mercedes         | 1:23,213  | N/A       | N/A       | 17          |
| 18                      | 99  | Antonio Giovinazzi | Alfa Romeo-Ferrari        | 1:23,262  | N/A       | N/A       | 18          |
| 19                      | 47  | Mick Schumacher    | Haas-Ferrari              | 1:23,407  | N/A       | N/A       | 19          |
| 20                      | 9   | Nikita Mazepin     | Haas-Ferrari              | 1:25,859  | N/A       | N/A       | 20          |
| 107 %-gränsen: 1:27,634 |     |                    |                           |           |           |           |             |
| Källor:                 |     |                    |                           |           |           |           |             |